# NGC 4213
NGC 4213 је елиптична галаксија у сазвежђу Береникина коса која се налази на NGC листи објеката дубоког неба.
Деклинација објекта је + 23° 58' 55" а ректасцензија 12h 15m 37,5s. Привидна величина (магнитуда) објекта NGC 4213 износи 12,5 а фотографска магнитуда 13,5. NGC 4213 је још познат и под ознакама UGC 7276, MCG 4-29-54, CGCG 128-65, PGC 39223.